# Touffreville, Eure

Touffreville este o comună în departamentul Eure, Franța. În 1 ianuarie 2022 avea o populație de 340 de locuitori.